# Органи Європейського Союзу

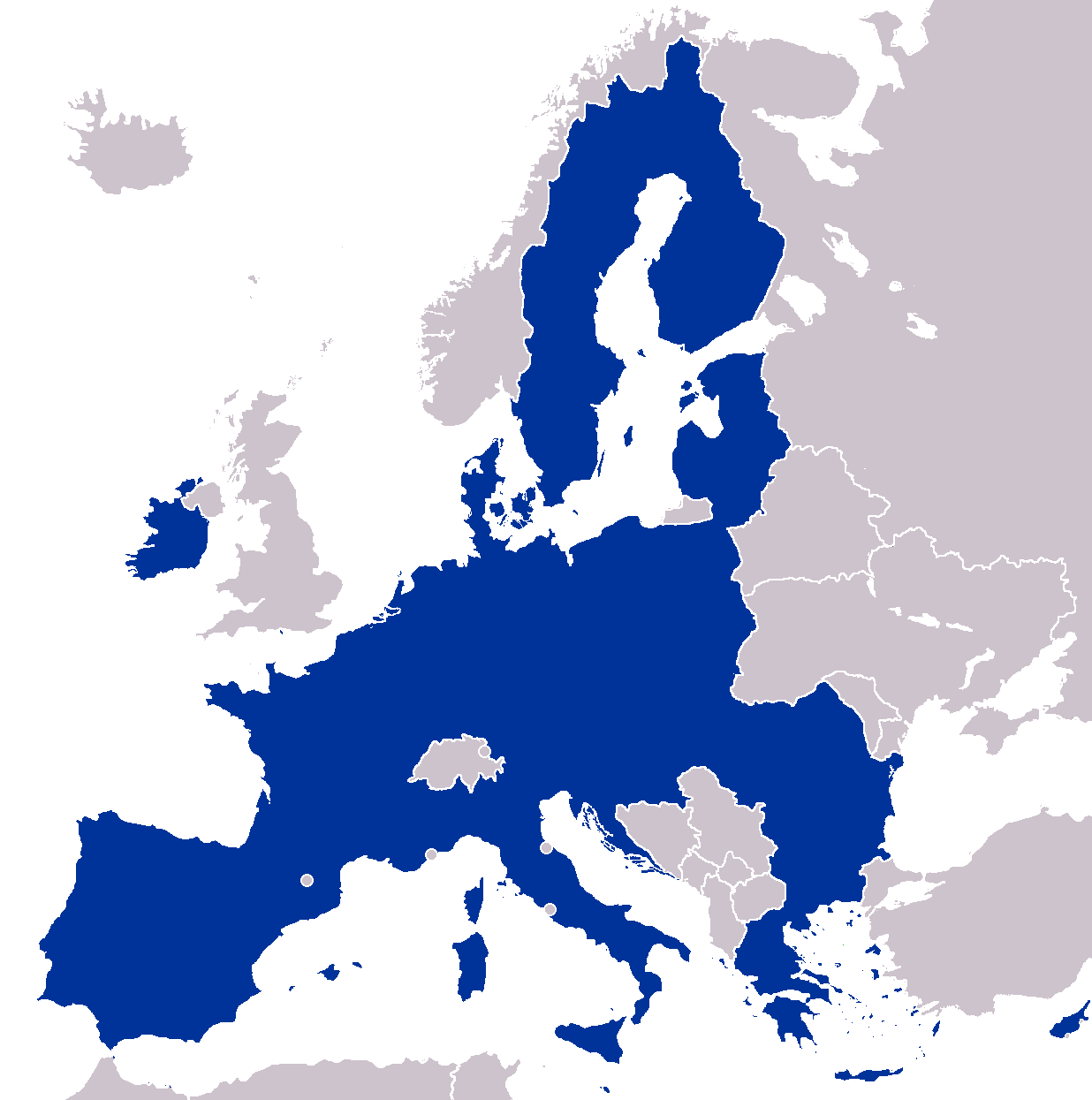

Основні органи Європейського Союзу (англ. Bodies of the European Union):
- сім інституцій Європейського Союзу
- Агентства Європейського Союзу

Крім них існують інші органи.

## Інституції
Основна стаття: Інституції Європейського Союзу
У Статті 5 Договору про Європейський Союз йдеться про сім Інституцій Європейського Союзу.

## Агентства
Основна стаття: Агентства Європейського Союзу
У складі органів ЄС є спеціалізовані та децентралізовані агентства, що керуються Комісією, або, інколи, Радою. Вони створені договорами або законодавством, щоб працювати над специфічними питаннями (у тому числі Європейська агенція довкілля та Європол).

## Інші органи
У складі ЄС існують позаштатні органи та агентства. Серед них два дорадчих комітети при інституціях ЄС: 
- Європейський соціально-економічний комітет, що консультує з питань економічної та соціальної політики (головним чином, щодо відносин між роботодавцями та працівниками) — складається із представників різноманітних секторів промисловості та праці. Його 344 члени (з дев'ятьма іншими членами, що приєднуються після вступу Хорватії до ЄС), призначені Радою на чотирирічні терміни, поділяються на три рівноправні групи, що представляють роботодавців, працівників та інших
- Європейський Комітет Регіонів складається з представників регіональних та місцевих органів влади, які мають виборчий мандат. Він консультує з регіональних питань. Орган налічує 344 члени, організовані в політичні групи, що призначаються Радою кожні чотири роки

Європейський інвестиційний банк є установою довготермінового кредитування Європейського Союзу. ЄІБ підтримує пріоритетні цілі ЄС, зокрема сприяє сталому зростанню та створенню робочих місць.
Крім цього, є три міжінституційні органи: Офіс публікацій Європейського Союзу, найстарший, що публікує та розповсюджує офіційні публікації органів Європейського Союзу та два відносно нових: Європейський офіс набору персоналу, який організовує конкурси на посади в установах Союзу та Європейська школа управління, що забезпечує спеціальну підготовку персоналу інститутів Союзу. Іншим органом є відділ боротьби з шахрайством є OLAF, метою якого є захист фінансових інтересів Європейського Союзу. Дві наступні посади: Європейський омбудсмен розглядає скарги громадян на інститути Союзу та обирається на п'ять років Парламентом, Європейський інспектор із захисту даних забезпечує, щоб установи поважали права громадян на конфіденційність стосовно обробки даних.